# Roger Zelazny
Roger Zelazny (Cleveland, Ohio, 13. svibnja 1937. – Santa Fe, Novi Meksiko 14. lipnja 1995.), američki je pisac spekulativne fikcije (uglavnom fantastike i znanstvene fantastike).

## Životopis
Roger Zelazny rođen je u Clevelandu, Ohio. Kao profesionalan pisac počeo je raditi 1969. godine.
Jedan je od začetnika američkog novog vala znanstvene fantastike. Počeo je objavljivati priče u časopisu Amazing Stories 1962., iste godine kada je magistrirao engleski jezik na Sveučilištu Columbia. Tijekom sljedećih pet godina razvio se u zapaženog pisca, objavljujući ponekad i pod pseudonimom Harrison Denmark.
Već 1965. dobiva nagradu Nebula. Slijedi prva nagrada Hugo 1966. za roman Ovaj besmrtnik, te ponovno nagrada Hugo 1968. za roman Gospodar Svjetlosti (objavljen prvi put 1967.), po mnogima njegovo najbolje djelo. Godine 1969. izlazi mu roman Aleja prokletstva, po kojemu je 1977. i snimljen istoimeni film. Tijekom 70-ih sve se više okreće pisanju fantastike (Amberske kronike), premda nikada ne napušta znanstvenu fantastiku te za kraće novele i priče dobiva nagrade Hugo i Nebula 1976. te Hugo 1982., 1986. i 1987.Umro je 1995.

## Nepotpun popis djela

### Amberske kronike
- Nine Princes in Amber (Devet prinčeva u Amberu) 1970.
- The Guns of Avalon (Puške Avalona) 1972.
- Sign of the Unicorn (Znak jednoroga) 1975.
- The Hand of Oberon (Oberonova ruka) 1976.
- The Courts of Chaos (Dvori Kaosa) 1978.
- Trumps of Doom (Arkana propasti) 1985.
- Blood of Amber (Krv Ambera) 1986.
- Sign of Chaos (Znak kaosa) 1987.
- Knight of Shadows (Vitez sjena) 1989.
- Prince of Chaos (Princ Kaosa) 1991.

### Kratke priče povezane s Amberom
- Prologue to Trumps of Doom 1993.
- The Salesman's Tale 1994.
- The Shroudling and The Guisel 1994.
- Coming to a Cord 1995.
- Blue Horse, Dancing Mountains 1995.
- Hall of Mirrors 1996.

### Ostala djela
- The Dream Master 1966.
- …And Call Me Conrad (Zovite me Conrad) 1966. - nagrađen nagradom Hugo
- Lord of Light (Gospodar svjetlosti) 1967. - nagrađen nagradom Hugo
- This Immortal 1968. (na temelju novele …And Call Me Conrad)
- Creatures of Light and Darkness (Stvorenja svjetlosti i tame) 1969.
- Isle of the Dead 1969.
- Damnation Alley 1969.
- Jack of Shadows 1971.
- Today We Choose Faces 1973.
- To Die in Italbar 1973.
- Doorways in the Sand 1976.
- Bridge of Ashes 1976.
- Roadmarks 1979.
- Changeling 1981.
- Madwand 1981.
- The Changing Land 1981.
- Dilvish, the Damned 1982.
- Eye of Cat 1982.
- A Dark Traveling 1987.
- Bring me the Head of Prince Charming (Donesite mi glavu dražesnog princa) 1991.
- Here There Be Dragons and Way Up High 1992.
- A Night in the Lonesome October 1993.
- If at Faust You Don’t Succeed (Frka s Faustom) 1993.
- A Farce to Be Reckoned With (Farsa nad farsama) 1995. — s Robertom Sheckleyem

## Vanjske poveznice
www.roger-zelazny.com